# Pocilga (película)
Pocilga (Porcile) es una película italiana de 1969, dirigida por Pier Paolo Pasolini y protagonizada por Jean-Pierre Léaud, Marco Ferreri, Ugo Tognazzi, Pierre Clémenti, Alberto Lionello y Anne Wiazemsky. El director de fotografía fue Tonino Delli Colli.

## Argumento
En esta película se mezclan dos historias que transcurren, sin orden ni relación aparente, en un pasado indeterminado: por un lado, la historia de Julián, que rechaza casarse con su prometida en protesta por los negocios de su padre con los nazis; y por otro lado, la historia de un caníbal que deambula en busca de humanos para comer.

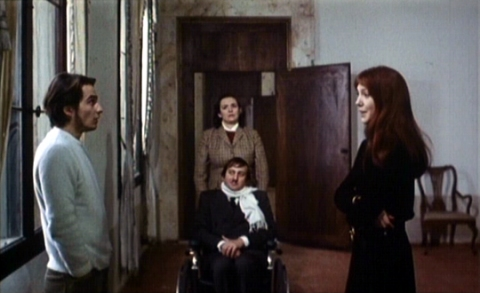
J.-P. Léaud, Margarita Lozano, Alberto Lionello y A. Wiazemsky en un fotograma de la película.